# Dimalata
Dimalata  (лат.) — группа членистоногих из надкласса неполноусых, выделяемая в некоторых классификациях и объединяющая симфил и насекомых.
Группа характеризуется следующими апоморфиями:
- Голова исходно состоит из 5 сегментов, три из которых несут конечности ротового аппарата;
- Максиллы первые (первая пара нижних челюстей) имеют уникальное строение. Первый членик максиллы разделён на две подвижно сочленённые части — поперечно направленный кардо (cardo) и продольно направленный стипес (stipes), каждая из этих частей непосредственно причленена к голове своей длинной медиальной стороной. От заднего края каждой из частей ведут мышцы к эндоскелету головы. На дистальном конце стипес несёт жевательную долю — лацинию (lacinia). Латеральнее и дорсальнее от стипеса отходит ещё один придаток - галеа (galea), позади которой от стипеса отходит членистый максиллярный щупик (palpus maxillaris). Описанное строение свойственно, в основном, насекомым, в то время как у симфил галеа полностью утрачена, значительной редукции подверглись лациния и максиллярный щупик, а указанного расчленения на кардо и стипес вообще не наблюдается. Это позволило части энтомологов подвергать сомнению близкое родство симфил и насекомых;
- Максиллы вторые (вторая пара нижних челюстей) слились, образовав непарную нижнюю губу (labium), которая у симфил разделена продольным швом, а у насекомых вторично поделена на два поперечных членика. На апикальном крае нижняя губа несёт две пары выступов — параглосс (paraglossae) и глосс (glossae), а по бокам от них — членистые лабиальные щупики (palpus labiali), у симфил рудиментарные;
- Сегменты туловища несут особые придатки — втяжные пузырьки и стилусы, которые считаются рудиментами конечностей.

Существует гипотеза, по которой Dimalata исходно имели 3 диплосегмента, образовавшихся из 6 первых сегментов туловища. Основанием для этой гипотезы послужили явная диплосегментация симфил и следы диплосегментации груди у насекомых.
Таксон Dimalata не является общепризнанным; в частности, существуют другие варианты классификации неполноусых, противоречащие теории родства насекомых и симфил.